# チャールズ・ボークラーク (第2代セント・オールバンズ公爵)
第2代セント・オールバンズ公爵チャールズ・ボークラーク（英語: Charles Beauclerk, 2nd Duke of St Albans KG KB、1696年4月6日 – 1751年7月27日）は、グレートブリテン王国の貴族、政治家。1696年から1726年までバーフォード伯爵の儀礼称号を使用した。

## 生涯
初代セント・オールバンズ公爵チャールズ・ボークラークとダイアナ・ド・ヴィアーの長男として、1696年4月6日に生まれた。1706年にイートン・カレッジで教育を受けた後、1714年4月24日にオックスフォード大学ニュー・カレッジに入学、1716年から1717年までグランドツアーに出てイタリアを旅した。
1718年2月にボドミン選挙区で選出され庶民院議員になり、1722年イギリス総選挙でウィンザー選挙区に鞍替えして再選、議会で政府を支持した。1725年5月27日にはバス勲章を授与された。
1726年5月11日に父が死去すると、セント・オールバンズ公爵の爵位を継承した。その後、1727年から1751年までバークシャー統監を、1730年から1751年までウィンザー城管理長官及び総督を、1738年から1751年まで寝室侍従を務めた。1741年、ガーター勲章を授与された。
1751年7月27日に死去、息子ジョージが爵位を継承した。死後、ウェストミンスター寺院に埋葬された。

## 家族
1722年12月13日、ルーシー・ウェルデン（Lucy Werden、1752年11月1日没、第2代準男爵サー・ジョン・ウェルデンの娘）と結婚、1男1女を儲けた。
- ジョージ（1730年 – 1786年） - 第3代セント・オールバンズ公爵、子供なし
- ダイアナ（1735年頃 – 1766年3月28日） - シュート・バリントン（英語版）と結婚